# El Pedroso
El Pedroso település Spanyolországban, Sevilla tartományban. El Pedroso Cantillana, Castilblanco de los Arroyos, Almadén de la Plata, Cazalla de la Sierra, Constantina és Villanueva del Río y Minas községekkel határos. Lakosainak száma 2074 fő (2024).

## Népesség
A település népessége az elmúlt években az alábbi módon változott:
| Lakosok száma | 2379 | 2300 | 2259 | 2267 | 2194 | 2163 | 2055 | 2018 | 2039 | 2074 |
|               | 2001 | 2004 | 2007 | 2009 | 2012 | 2014 | 2017 | 2019 | 2022 | 2024 |